# Хкем
Хкем (Новый Хкем) — село в Ахтынском районе Дагестана. Входит в состав муниципального образования Сельсовет «Ахтынский».

## География
Село расположено на левом берегу реки Самур, в двустах метрах ниже по течению от райцентра Ахты. В горах, в 2 км к северо-востоку от нового села находятся развалины Старого Хкема. Село делится на два квартала: Къабанрын мягьле, Къачхаррын мягьле. Вокруг села находятся урочища: Апаян кьил, Апаругар, Дабашан кикер, Хенияр, Мигьияр, Гуьнеяр, Сув Фригьар, Мискияр, Мушкъуьляр, Исаяр, Кьилефандин тIулар, Игитан балайрин ачI, Къванцин гурар, Къени мигьияр, Латар кам, МичIи камар, Регьемар, Нукьра, Ругунин тIулар, Уьруьн тIул, Куйрин кам.

## История
История села связана с её исторической частью — Хкем (старый). Письменная история Хкема ещё не выпущена, однако село многократно упоминается в различных исторических документах, касаемых Самурской долины. В 1886 году в селе проживало 472 человека. В годы Великой Отечественной войны на фронт ушли 65 хкемцев, 40 из них не вернулись, 7 стали офицерами. В 1966 году селение переместилось в новообразованный Новый Хкем, сделано это было в связи с более удобным расположением выбранного участка для жизнедеятельности, более близким расположением к реке Самур. Перед переселением сверху вниз население села составляло 400 человек (96 хозяйств).

## Экономика
В селе около семидесяти частных хозяйств. Основная часть населения занята сельскохозяйственной деятельностью — садоводством, земледелием, разведением мелкого рогатого скота.

## Население
| 1970 | 1989 | 2002 | 2010 | 2021 |
| ---- | ---- | ---- | ---- | ---- |
| 166  | ↗308 | ↗460 | ↘406 | ↘232 |

Население делится на тухумы: Къабанар и Къачхарар.

## Известные уроженцы
- Меджидов, Марат Энверович (род. 10 декабря 1982) — многократный чемпион России по рукопашному бою.